# Lilla Nabbasjön (Borås socken, Västergötland)
Lilla Nabbasjön är en sjö i Borås kommun i Västergötland och ingår i Rolfsåns huvudavrinningsområde. Sjön är 4,8 meter djup, har en yta på 0,009 kvadratkilometer och är belägen 153 meter över havet.